# 2019-es Formula–E Bern nagydíj
A 2019-es Bern nagydíjat június 22-én rendezték. Ez volt a 11. verseny a szezon során. A futamot a címvédő, Jean-Éric Vergne nyerte, aki egyedüliként triplázott a szezon során és nagy lépést tett bajnoki címe megvédése felé.

## Időmérő
| Helyezés | Rajtszám | Versenyző              | Csapat                    | Idő      | Különbség |
| -------- | -------- | ---------------------- | ------------------------- | -------- | --------- |
| 1        | 25       | Jean-Éric Vergne       | DS Techeetah              | 1:18,813 | –         |
| 2        | 20       | Mitch Evans            | Panasonic Jaguar Racing   | 1:19,120 | +0,307    |
| 3        | 23       | Sébastien Buemi        | Nissan e.dams             | 1:19,164 | +0,351    |
| 4        | 94       | Pascal Wehrlein        | Mahindra Racing           | 1:19,168 | +0,355    |
| 5        | 6        | Maximilian Günther     | Geox Dragon Racing        | 1:19,371 | +0,558    |
| 6        | 2        | Sam Bird               | Envision Virgin Racing    | 1:19,536 | +0,723    |
| 7        | 66       | Daniel Abt             | Audi Sport ABT Schaffler  | 1:19,554 | –         |
| 8        | 36       | André Lotterer         | DS Techeetah              | 1:19,585 | +0,031    |
| 9        | 4        | Robin Frijns           | Envision Virgin Racing    | 1:19,591 | +0,037    |
| 10       | 3        | Alex Lynn              | Panasonic Jaguar Racing   | 1:19,608 | +0,054    |
| 11       | 64       | Jérôme d'Ambrosio      | Mahindra Racing           | 1:19,613 | +0,059    |
| 12       | 19       | Felipe Massa           | Venturi                   | 1:19,638 | +0,084    |
| 13       | 22       | Oliver Rowland         | Nissan e.dams             | 1:19,670 | +0,116    |
| 14       | 7        | José María López       | Geox Dragon Racing        | 1:19,714 | +0,160    |
| 15       | 5        | Stoffel Vandoorne      | HWA Racelab               | 1:19,719 | +0,165    |
| 16       | 17       | Gary Paffett           | HWA Racelab               | 1:19,804 | +0,250    |
| 17       | 27       | Alexander Sims         | BMW i Andretti Motorsport | 1:19,908 | +0,354    |
| 18       | 48       | Edoardo Mortara        | Venturi                   | 1:20,023 | +0,469    |
| 19       | 11       | Lucas di Grassi        | Audi Sport ABT Schaffler  | 1:20,034 | +0,480    |
| 20       | 28       | António Félix da Costa | BMW i Andretti Motorsport | 1:20,081 | +0,527    |
| 21       | 8        | Tom Dillmann           | NIO Formula E Team        | 1:20,506 | +0,952    |
| 22       | 16       | Oliver Turvey          | NIO Formula E Team        | 1:20,551 | +0,997    |

Megjegyzések:

## Futam

### Futam
| Helyezés   | Rajtszám | Versenyző              | Csapat                    | Kör | Idő/Kiesés oka | Rajthely | Pont |
| ---------- | -------- | ---------------------- | ------------------------- | --- | -------------- | -------- | ---- |
| 1[d]       | 25       | Jean-Éric Vergne       | DS Techeetah              | 31  | 1:25:26,873    | 1        | 28   |
| 2          | 20       | Mitch Evans            | Panasonic Jaguar Racing   | 31  | +0,160         | 2        | 18   |
| 3          | 23       | Sébastien Buemi        | Nissan e.dams             | 31  | +0,720         | 3        | 15   |
| 4[e]       | 2        | Sam Bird               | Envision Virgin Racing    | 31  | +2,996         | 6        | 13   |
| 5          | 6        | Maximilian Günther     | Geox Dragon Racing        | 31  | +4,625         | 5        | 10   |
| 6          | 66       | Daniel Abt             | Audi Sport ABT Schaffler  | 31  | +6,930         | 7        | 8    |
| 7          | 3        | Alex Lynn              | Panasonic Jaguar Racing   | 31  | +9,972         | 10       | 6    |
| 8          | 19       | Felipe Massa           | Venturi                   | 31  | +12,310        | 12       | 4    |
| 9          | 11       | Lucas di Grassi        | Audi Sport ABT Schaffler  | 31  | +13,073        | 19       | 2    |
| 10         | 5        | Stoffel Vandoorne      | HWA Racelab               | 31  | +13,386        | 15       | 1    |
| 11         | 27       | Alexander Sims         | BMW i Andretti Motorsport | 31  | +14,714        | 17       |      |
| 12[a]      | 28       | António Félix da Costa | BMW i Andretti Motorsport | 31  | +18,917        | 20       |      |
| 13         | 64       | Jérôme d'Ambrosio      | Mahindra Racing           | 31  | +21,872        | 11       |      |
| 14[b]      | 36       | André Lotterer         | DS Techeetah              | 31  | +23,106        | 8        |      |
| 15         | 8        | Tom Dillmann           | NIO Formula E Team        | 31  | +40,084        | 21       |      |
| 16         | 16       | Oliver Turvey          | NIO Formula E Team        | 31  | +46,622        | 22       |      |
| 17         | 17       | Gary Paffett           | HWA Racelab               | 31  | +1:22,512      | 16       |      |
| Ki         | 22       | Oliver Rowland         | Nissan e.dams             | 21  | Szuszpenzor    | 13       |      |
| Ki         | 94       | Pascal Wehrlein        | Mahindra Racing           | 11  | Technika       | 4        |      |
| Ki         | 48       | Edoardo Mortara        | Venturi                   | 5   | Fékek          | 18       |      |
| Ki         | 4        | Robin Frijns           | Envision Virgin Racing    | 0   | Ütközés        | 9        |      |
| Kizárva[c] | 7        | José María López       | Geox Dragon Racing        | 31  |                | 14       |      |

Megjegyzések:
- ↑ a:  – António Félix da Costa 5 másodperces büntetést kapott, mert túl gyorsan hajtott a teljes pályás sárga zászló alatt.
- ↑ b:  – André Lotterer 22 másodperces büntetést kapott, mert tilos zászló alatt hajtott be a boxutcába.
- ↑ c:  – José María López eredetileg 13. lett, de kizárták, mert több energiát használt fel a megengedett 200 kW-nál.
- ↑ d:  – +3 pont a pole-pozícióért.
- ↑ e:  – +1 pont a leggyorsabb körért.

## A világbajnokság állása a verseny után
(Teljes táblázat)
| H  | Versenyzők             | Pont | H  | Konstruktőrök            | Pont |
| -- | ---------------------- | ---- | -- | ------------------------ | ---- |
| 1. | Jean-Éric Vergne       | 130  | 1. | DS Techeetah             | 216  |
| 2. | Lucas di Grassi        | 98   | 2. | Audi Sport ABT Schaffler | 173  |
| 3. | Mitch Evans            | 87   | 3. | Envision Virgin Racing   | 150  |
| 4. | André Lotterer         | 86   | 4. | Nissan e.dams            | 139  |
| 5. | António Félix da Costa | 82   | 5. | Mahindra Racing          | 117  |

- Jegyzet: Csak az első 5 helyezett van feltüntetve mindkét táblázatban.